# Polydoros (Bildhauer)
Polydoros (griechisch Πολύδωρος Polýdōros) war ein griechischer Bildhauer des 2.–1. Jahrhunderts v. Chr. aus Rhodos.
Es ist bekannt, dass Polydoros zusammen mit dem Bildhauer Hagesandros und seinem Bruder Athanadoros arbeitete. Ein bekanntes Werk von ihnen ist die Laokoon-Gruppe. Weitere Information siehe unter Hagesandros.